# لویاتان (کتاب)
لِوْیاتان (به لاتین: Leviathan) اثری فلسفی نوشته توماس هابز، فیلسوف انگلیسی، است که در ۱۶۵۱ به زبان انگلیسی در لندن انتشار یافت.

## محتوا
لِویاتان اولین شرح جامع دربارهٔ دولت جدید و ویژگی‌ها و کارکردهای آن است.
این کتاب دارای چهار بخش است: «انسان»، «دولت»، «دولتِ مسیحی»، و «قلمروِ ظلمات» به عنوان ضد دولت مسیحی. هابز در کتاب خود نشان می‌دهد که چگونه ترس از مرگ باعث به وجود آمدن یک قرارداد اجتماعی بین انسان‌ها می‌شود.
لِویاتان تأثیر بسیار مهمی در فلسفهٔ غرب گذاشته و بسیاری از نظریه‌های قرارداد اجتماعی را در رشتهٔ فلسفهٔ سیاسی به وجود آورده‌است.
لِویاتان اشاره‌ای است به هیولا و غولی عظیم‌الجثه که از دریا سَرک می‌کِشد و مثل و مانند ندارد. این نام از باب چهل و یکم کتاب ایوّب، در تورات گرفته شده‌است.

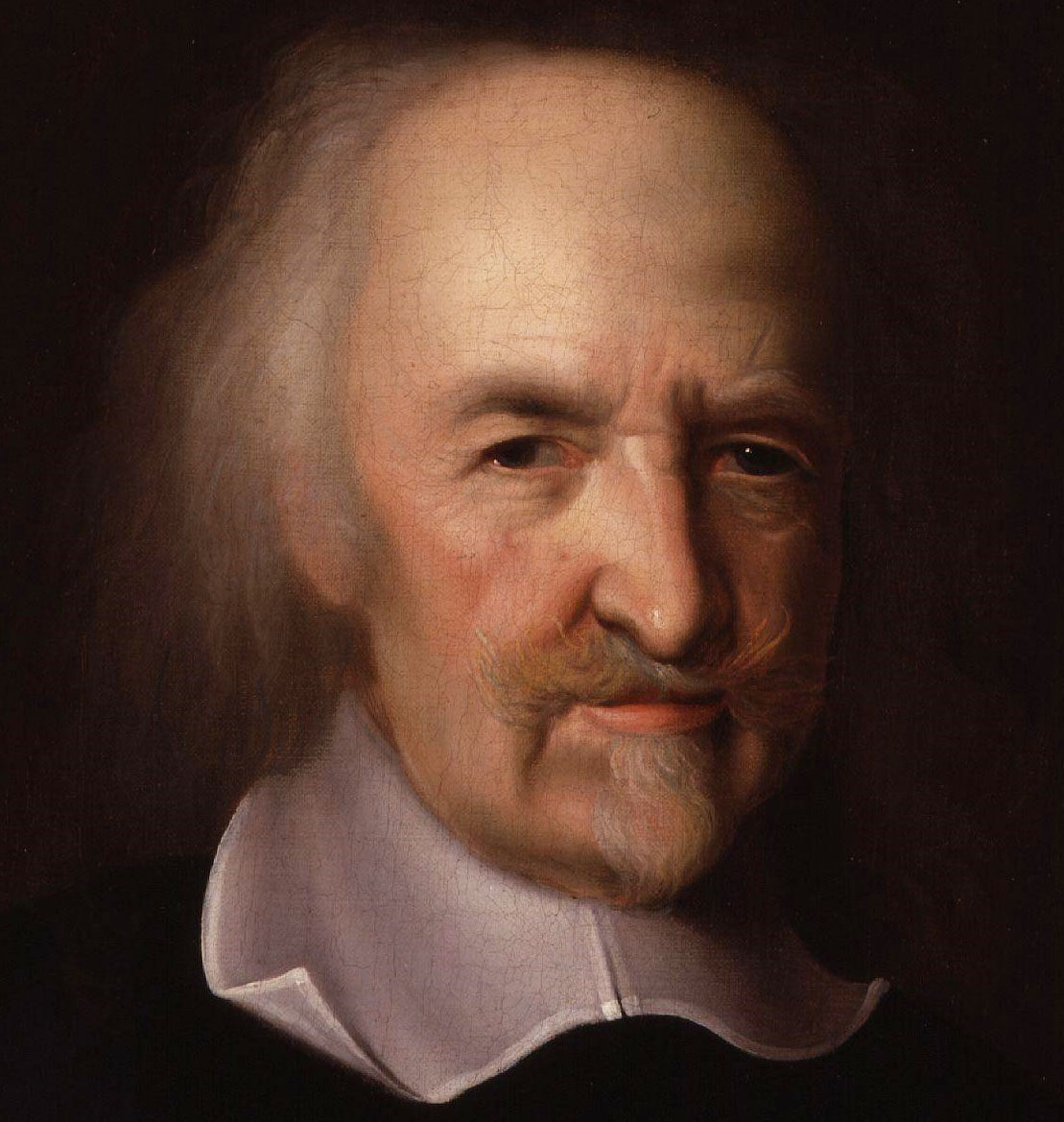
تامس هابز

تامس هابز در این کتاب می‌گوید انسان در وضعیت طبیعی با خشونت همسو و همراه است و دست از جنگ و ستیز برنمی‌دارد و به همین دلیل به سرور و رهبری که به او امر و نهی کند (به لِویاتان) نیاز دارد و برای پایان دادن به جنگ و خشونت، چاره کار این است که به «دولت قدرتمند» تن دهد و الزاماتش را بپذیرد.
تامس هابز در کتاب لِویاتان اشاره می‌کند انسان به طبع خودخواه و تنها متوجه به شخص خود و در جنگ دائمی با دیگران است. انسان‌ها از لحاظ خودبینی طبیعی مثل همدیگر هستند. او سه عامل را برای جدال میان انسان‌ها در وضعیت طبیعی ذکر می‌کند:
۱) جدال بر سر منابع
۲) عدم اعتماد به یکدیگر
۳) میل به جلال و شکوه
وضعیت طبیعی وضعیتی است که در آن هیچ قدرت حاکمی و قاعده و قانونی حکمفرما نیست و هر کسی نسبت به هر چیزی محق است. «در این وضعیت، ترس دائم و خطر مرگ خشونت بار وجود دارد و زندگی انسانها قرین انزوا و فقر، نامطبوع، خشن و کوتاه است» (فصل ۱۳) او وضعیت طبیعی را جنگ همه علیه همه می‌داند و بنابراین تصور می‌کند، از آنجایی که انسان‌ها توانایی‌های تقریباً مشابهی دارند به نحوی که یکی نمی‌تواند بر بقیه غلبه مطلق پیدا کند و اینکه همه به یک اندازه مصلحت‌اندیش هستند، ترس از مرگ آن‌ها را بر آن می‌دارد تا با قراردادی دسته‌جمعی متقابلاً از حقوق طبیعی خود دست بشویند و دولت تشکیل دهند. در این صورت حقوق طبیعی خود را به یک فرمانروا که در اساس برخاسته از افراد ملت است، واگذار می‌کنند. این فرمانروا الزاماً پادشاه نیست، بلکه می‌تواند گروهی از مردم یا هر صورت دیگری هم داشته باشد. نکته مهم این است که حاکمیت مطلق طی قرارداد اجتماعی به آن‌ها واگذار می‌شود.

## ترجمه به فارسی
کتاب لویاتان توسط حسین بشیریه به فارسی ترجمه شده‌است.